# Peter Somuah

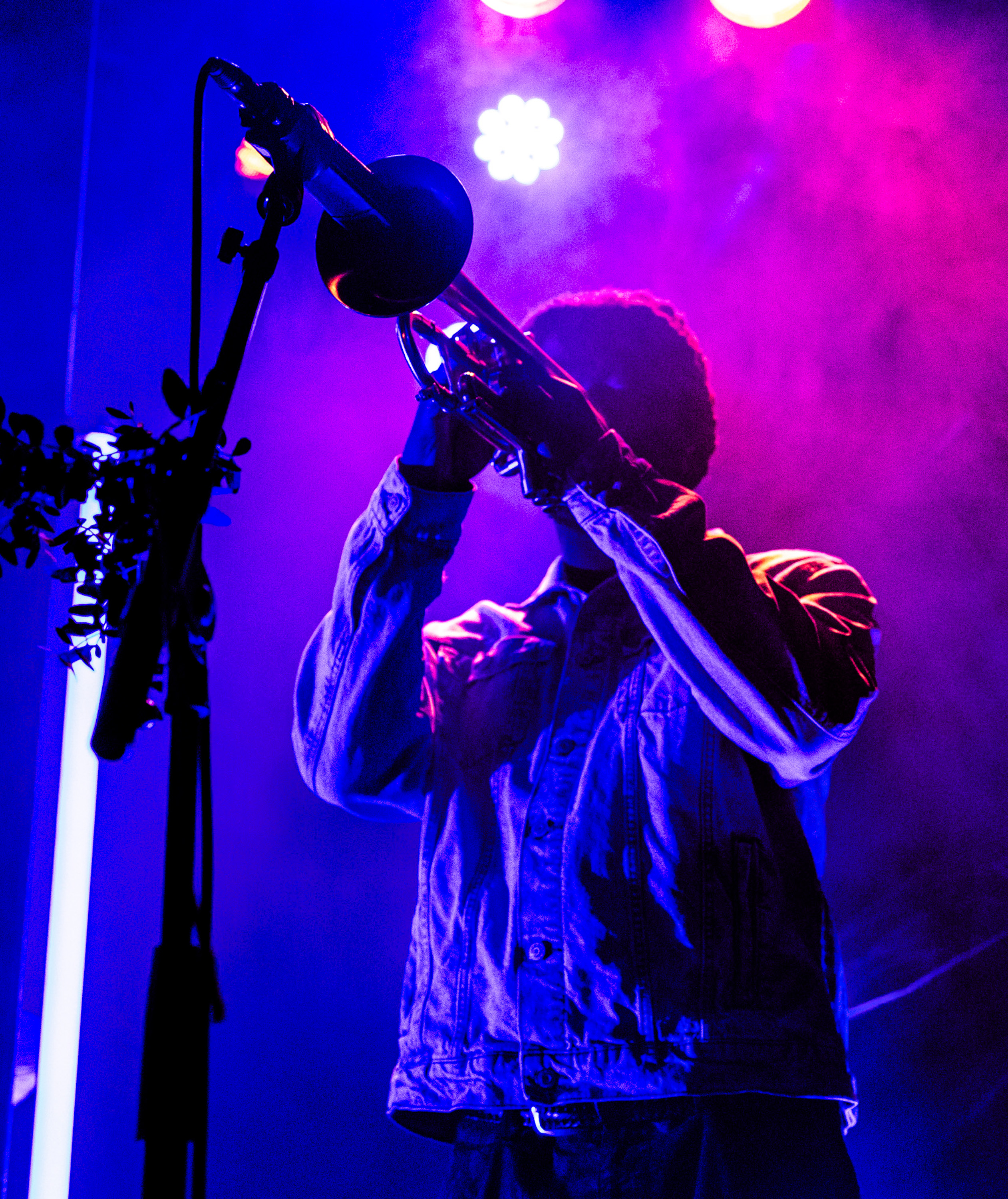
Peter Somuah auf der Bühne in Blå, Oslo 2024
Foto von Elizabeth Stephenson

Peter Somuah (* um 1997)  ist ein ghanaischer Fusion- und Jazzmusiker (Trompete, Komposition).

## Leben und Wirken
Somuah, der in Accra aufwuchs, hat sich das Trompetespielen zunächst als Autodidakt beigebracht. Mit vierzehn Jahren spielte er in einer Marching Band Highlife und Afrobeat. Als ihm ein Freund ein Musikvideo von Miles Davis zeigte, begann er sich intensiv mit dem Jazz von Davis, Freddie Hubbard und Roy Hargrove zu beschäftigen. Nach einem Aufenthalt in China und der Mitgliedschaft in einer Band, die durch Frankreich, Belgien und Spanien tourte, folgte er seiner Partnerin in die Niederlande, wo er bis 2021 am Rotterdams Conservatorium studierte.
2021 wurde Somuah mit dem Erasmus Jazz Award für junge Jazzkünstler ausgezeichnet. 2022 hatte er mit seiner Band einen erfolgreichen Auftritt beim North Sea Jazz Festival und erhielt mit seinem Debütalbum Outer Space den Edison Jazz Award in der Kategorie „Global“. Mit seinem Septett und Gästen wie der ghanaischen Sprechgesangslegende Gyedu-Blay Ambolley oder dem Griot Stevo Atambire folgte 2023 das Album Letter to the Universe bei ACT; auch trat er bei den Festivals Eurosonic Noorderslag in Groningen und See More Jazz in Rostock (NDR-Mitschnitt) auf. Als Solist lud ihn 2024 die WDR-Bigband unter Leitung von Michael Mossman zu einem Konzert ein.